# ورد الایو
د ورد الایو (به انگلیسی: The Word Alive) یک گروه متال‌کور از فینیکس، آریزونا است که سال ۲۰۰۸ تشکیل شد. اعضای فعلی این گروه تایلر «تِلی» اسمیت (خواننده)، زک هانسن (لید گیتار، کیبورد)، تونی پیزوتی (گیتار ریتم) و دنیل شاپیرو (گیتار بیس) هستند. این گروه سه آلبوم رسمی خود را توسط فیِرلِس ریکوردز منتشر کرده‌است.

## آلبوم شناسی
آلبوم‌ها
- فریب دهنده (۲۰۱۰)
- چرخه زندگی (۲۰۱۲)
- واقعی (۲۰۱۴)
- ماده تاریک (۲۰۱۶)

مینی آلبوم‌ها
- د ورد الایو (۲۰۰۸)
- فرمانروایی (۲۰۰۹)